# فرمانده نیروی زمینی ارتش جمهوری اسلامی ایران
فرمانده نیروی زمینی ارتش جمهوری اسلامی ایران ارشدترین جایگاه در مجموعه نیروی زمینی ارتش جمهوری اسلامی ایران است، که فرماندهی و کنترل بر کلیه تیپ‌ها، لشکرها و قرارگاه‌های زیرمجموعه نیروی زمینی ارتش ایران را برعهده دارد. فرمانده نیروی زمینی ارتش، با پیشنهاد فرمانده کل ارتش و با حکم رهبر جمهوری اسلامی ایران در جایگاه فرمانده کل قوا منصوب می‌شود.
این سمت نخستین بار در سال ۱۳۳۶ پس از تأسیس فرماندهی واحد در نیروی زمینی شاهنشاهی ایران تشکیل شد و نخستین فرمانده نیروی زمینی سرلشکر بهرام آریانا بود. 
هم‌اکنون سرتیپ کیومرث حیدری فرماندهی نیروی زمینی ارتش ایران را برعهده دارد.

## فرماندهان
فرماندهان نیروی زمینی ارتش، از ابتدای شکل‌گیری منصب فرماندهی در سال ۱۳۳۶ تاکنون (درجه‌ها مربوط به زمان تصدی می‌باشد):
| ر. | درجه   | نام               | نگاره | آغاز تصدی        | پایان تصدی       |
| -- | ------ | ----------------- | ----- | ---------------- | ---------------- |
| ۱  | سرلشکر | بهرام آریانا      |       | ۲۲ بهمن ۱۳۳۶     | ۱۳۳۷             |
| ۲  | سپهبد  | عبدالحسین حجازی   |       | ۱۳۳۷             | ۱۳۳۸             |
| ۳  | سپهبد  | رضا عظیمی         |       | ۱۳۳۹             | ۱۳۴۴             |
| ۳  | ارتشبد | عزیزالله ضرغامی   |       | ۱۳۴۴             | ۱۳۴۸             |
| ۴  | سپهبد  | فتح‌الله مین‌باشیان |       | ۱۳۴۸             | ۱۳۵۱             |
| ۵  | ارتشبد | غلامعلی اویسی     |       | ۱۳۵۱             | ۱۳۵۷             |
| ۶  | سپهبد  | عبدالعلی بدره‌ای   |       | ۱۳۵۷             | ۱۳۵۷             |
| ۷  | سرتیپ  | ولی‌الله فلاحی     |       | بهمن ۱۳۵۷        | ۱۳۵۹             |
| ۸  | سرتیپ  | قاسمعلی ظهیرنژاد  |       | ۱۳۵۹             | ۹ مهر ۱۳۶۰       |
| ۹  | سرهنگ  | علی صیاد شیرازی   |       | ۹ مهر ۱۳۶۰       | ۱۱ مرداد ۱۳۶۵    |
| ۱۰ | سرهنگ  | حسین حسنی سعدی    |       | ۱۱ مرداد ۱۳۶۵    | ۱۸ اردیبهشت ۱۳۷۰ |
| ۱۱ | سرتیپ  | عبدالله نجفی      |       | ۱۸ اردیبهشت ۱۳۷۰ | ۳ آبان ۱۳۷۳      |
| ۱۲ | سرتیپ  | احمد دادبین       |       | ۳ آبان ۱۳۷۳      | ۹ مهر ۱۳۷۶       |
| ۱۳ | سرتیپ  | عبدالعلی پورشاسب  |       | ۹ مهر ۱۳۷۶       | ۱۹ بهمن ۱۳۷۹     |
| ۱۴ | سرتیپ  | ناصر محمدی‌فر      |       | ۱۹ بهمن ۱۳۷۹     | ۴ مهر ۱۳۸۴       |
| ۱۵ | سرتیپ  | محمدحسین دادرس    |       | ۴ مهر ۱۳۸۴       | ۴ شهریور ۱۳۸۷    |
| ۱۶ | سرتیپ  | احمدرضا پوردستان  |       | ۴ شهریور ۱۳۸۷    | ۲۹ آبان ۱۳۹۵     |
| ۱۷ | سرتیپ  | کیومرث حیدری      |       | ۲۹ آبان ۱۳۹۵     | تاکنون           |